# Редінг (Массачусетс)
Редінг (англ. Reading) — місто (англ. town) в США, в окрузі Міддлсекс штату Массачусетс. Населення — 25 518 осіб (2020).
У 1944 році Редінг прийняв представницьку модель місцевого самоврядування замість відкритих міських зборів. Це зберегло представницькі міські збори та раду обранців, але зосередило політику та прийняття рішень у меншій кількості обраних рад і комітетів, водночас передбачивши наймання міського менеджера, який відповідатиме за повсякденну роботу місцевого уряду.
Баскетболіст Білл Рассел жив у Редінгу в 1960-х роках на Мейн-стріт, 1361, але пізніше переїхав на Хаверхілл-стріт, 701. Вандали увірвалися в будинок баскетболіста і пошкодили його майно, залишивши після себе расові епітети, а також справивши нужду в ліжко Рассела. Рассел залишив Редінг після того, як у 1969 році пішов у відставку з посади тренера «Бостон Селтікс».

## Демографія
Згідно з переписом 2010 року, у місті мешкало 24 747 осіб у 9305 домогосподарствах у складі 6685 родин. Було 9617 помешкань
Расовий склад населення:
| - 93,5 % — білих - 4,2 % — азіатів - 0,8 % — чорних або афроамериканців - 0,1 % — корінних американців |

До двох чи більше рас належало 1,1 %. Частка іспаномовних становила 1,5 % від усіх жителів.
За віковим діапазоном населення розподілялося таким чином: 25,2 % — особи молодші 18 років, 60,7 % — особи у віці 18—64 років, 14,1 % — особи у віці 65 років та старші. Медіана віку мешканця становила 41,6 року. На 100 осіб жіночої статі у місті припадало 94,3 чоловіків;  на 100 жінок у віці від 18 років та старших — 89,5 чоловіків також старших 18 років.
Середній дохід на одне домашнє господарство  становив 138 392 долари США (медіана — 114 354), а середній дохід на одну сім'ю — 165 666 доларів (медіана — 142 736). Медіана доходів становила 103 571 долар для чоловіків та 71 174 долари для жінок. За межею бідності перебувало 2,9 % осіб, у тому числі 3,5 % дітей у віці до 18 років та 4,6 % осіб у віці 65 років та старших.
Цивільне працевлаштоване населення становило 14 144 особи. Основні галузі зайнятості: освіта, охорона здоров'я та соціальна допомога — 27,3 %, науковці, спеціалісти, менеджери — 17,4 %, виробництво — 10,0 %, роздрібна торгівля — 8,3 %.